# Ali Kolotou Tchaïmi
Ali Kolotou Tchaïmi, né le 1er janvier 1972 à Salal, dans la région du Barh El Gazel, est un administrateur civil, militaire et homme politique tchadien. Député de la circonscription de Salal, il est également le président de la 4e législature de l'Assemblée nationale du Tchad.

## Biographie
Ali Kolotou Tchaïmi nait le 1er janvier 1972 à Salal dans la province du  Bahrel Gazel.
Ali Kolotou Tchaïmi est un administrateur civil diplômé de l'École nationale d’administration et de magistrature du Tchad. Il est également titulaire d’un diplôme du groupement des Écoles d'officiers interarmées du Tchad (GEMIA).
Avant son entrée au Parlement, Ali Kolotou Tchaïmi a occupé plusieurs fonctions au sein de l'administration tchadienne. Il a notamment exercé à deux reprises en tant que sous-préfet et a servi entre 2008 et 2011 comme conseiller chargé de mission à la Présidence sous Idriss Déby Itno,,.
Député depuis 2011, Ali Kolotou Tchaïmi a d'abord dirigé le groupe parlementaire de son parti, le Mouvement patriotique du salut avant d'occuper le poste de vice-président du Parlement de la CEMAC en 2018. En mai 2024, il est nommé premier vice-président du Conseil national de Transition (qui remplace l'Assemblée lors de la période de Transition, à la suite du coup d'État de Mahamat Idriss Déby). Il y préside le groupe Les Refondateurs. Le 4 février 2025, il est élu par consensus à la présidence de la 4e législature de l’Assemblée nationale du Tchad,.